# Shin-Hyung Lee
Shin-Hyung Lee (* 2. März 2001 in Südkorea) ist ein deutscher Fußballspieler. Der Stürmer spielte bis Juli 2023 für den SV Waldhof Mannheim.

## Karriere
Lee spielte zunächst für ein halbes Jahr in der B-Jugend des 1. FC Kaiserslautern, bevor er für zweieinhalb Jahre zum FC-Astoria Walldorf wechselte. Seit Juli 2020 spielt Lee in der zweiten Mannschaft des SV Waldhof Mannheim in der Verbandsliga Nordbaden.
Am 14. März 2021 absolvierte Lee sein Profi-Debüt in der 3. Fußball-Liga, als Patrick Glöckner, Trainer der ersten Mannschaft des SV Waldhof Mannheim, ihn in der Partie gegen SV Meppen einsetzte. Bis 1. Juli 2023 spielte Lee weiterhin für die U21-Mannschaft des Waldhof Mannheim. 